# Amosis-Tumerisi
| iaH | ms | s | t | w | r · O34 | B7 |

| iaH | ms | s | t | w | r · O34 | B7 |

Amosis-Tumerisi fue una princesa del antiguo Egipto de la dinastía XVII. Era presuntamente la hija del faraón Tao II y hermana de Amosis I, ya que sus títulos eran "Hija del Rey" y "Hermana del Rey".
Su nombre nos ha llegado porque estaba escrito en su sarcófago, que hoy en día se encuentra en el Hermitage de San Petersburgo. Su momia fue encontrada en la fosa MMA 1019 de la necrópolis de Sheij Abd el-Qurna.

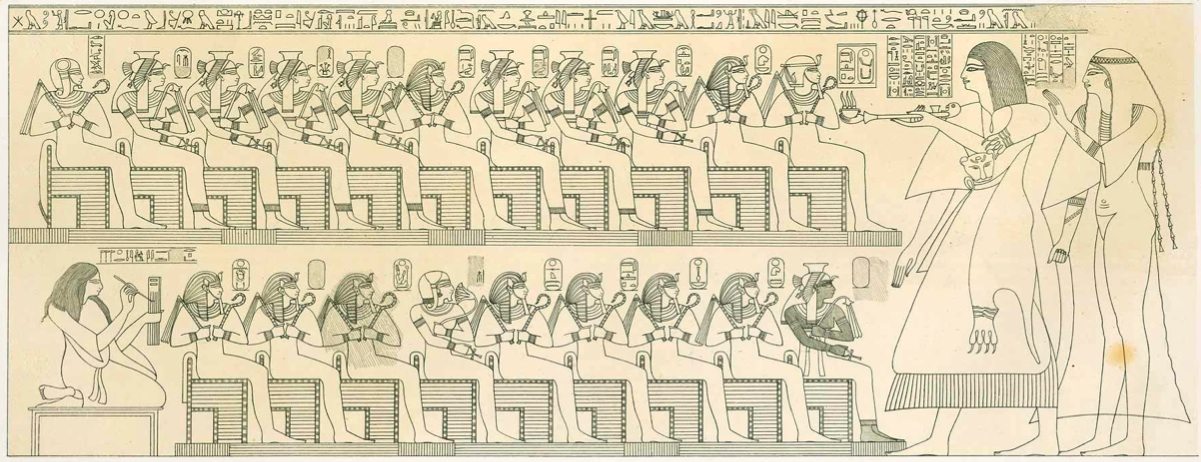
Escena presente en la tumba de Inherkau, que representa a los "Señores de Occidente" (reyes y príncipes difuntos). Fila superior, de derecha a izquierda: Amenofis I, Amosis I, Ahhotep, Ahmose-Meritamón, Amosis-Sitamon, Siamón?, Ahmose-Hentimehu, Amosis-Tumerisi, Ahmose-Nebetta, Ahmés Sapair. Fila inferior, derecha a izquierda: Ahmose-Nefertari, Ramsés I, Mentuhotep II, Amenofis II, Tao II, Ramose?, Ramsés IV, un faraón desconocido y Tutmosis I.